# Antoni Rufus
Antoni Rufus (llatí: Antonius Rufus) va ser un gramàtic romà.
L'esmenten Quintilià i Veli Llong. Un escoliasta d'Horaci diu que Antoní Rufus va escriure comèdies, tant Fabula togata com Fabula palliata, però no és clar si és la mateixa persona. Segons Glandorp, Heleni Àcron diu que va traduir a Homer i a Píndar al llatí, però la referència escrita d'Àcron on es parli d'Antoni Rufus, no s'ha trobat posteriorment.